# Бертини, Марио
Ма́рио Берти́ни (итал. Mario Bertini; 7 января 1944, Прато, Италия) — итальянский футболист, полузащитник. В 1966—1972 годах выступал за сборную Италии. Серебряный призёр чемпионата мира по футболу 1970.
17 мая 2011 года в прессе появились сведения, что Бертини якобы умер 11 мая, но эти данные быстро опровергли.

## Карьера

### Клубная
Марио Бертини начал профессиональную карьеру футболиста в клубе «Прато» из родного одноимённого города, выступавшем на тот момент в Серии C, в 1962 году. В первом для себя сезоне 1962/1963 полузащитник добился первых для себя успехов в футболе, благодаря выходу «Прато» в более высший дивизион. В 1963 году Марио перешёл в «Эмполи», а уже в следующем году — в легендарный клуб «Фиорентина». В Серии A Бертини дебютировал 13 сентября 1964 года, а уже спустя два года выиграл с «Фиорентиной» Кубок Италии сезона 1965/1966 и, наряду с Луиджи Ривой, стал рассматриваться как первый кандидат в сборную Италии.
После четырёх сезонов в «Фиорентине» Марио перешёл в миланский «Интер», за который впоследствии выступал в течение девяти лет, сыграв в 211 матчах и забив 31 мяч. В сезоне 1970/1971 Бертини вместе с «Интером» выиграл своё первое и единственное скудетто в профессиональной карьере.
Марио Бертини завершил свою профессиональную карьеру в 1978 году, а последним клубом футболиста стал «Римини» из одноимённого города.

### В сборной
Марио Бертини дебютировал в сборной Италии 29 июня 1966 года в товарищеском матче против сборной Мексики, который закончился со счётом 5:0. 25 июня 1967 года в гостевом матче отборочного турнира к Евро-1968 против сборной Румынии (1:0) полузащитник забил свой первый гол за сборную, который впоследствии оказался победным в игре.
Бертини вместе со сборной принял участие в чемпионате мира по футболу 1970, на котором сборная Италии добилась второго места, проиграв в финале сборной Бразилии со счётом 1:4. Марио поучаствовал во всех играх сборной на чемпионате, но отличиться полузащитнику ни разу не удалось.
Бертини прекратил свои выступления за сборную после матча со сборной Бельгии, который состоялся 13 мая 1972 года и был проигран итальянцами со счётом 1:2.

#### Статистика
Статистика матчей и голов за сборную по годам:
| Команда | Год   | Матчи | Голы |
| ------- | ----- | ----- | ---- |
| Италия  | 1966  | 1     | 0    |
| Италия  | 1967  | 1     | 1    |
| Италия  | 1968  | 1     | 0    |
| Италия  | 1969  | 5     | 1    |
| Италия  | 1970  | 9     | 0    |
| Италия  | 1971  | 6     | 0    |
| Италия  | 1972  | 2     | 0    |
| Итого   | Итого | 25    | 2    |

| Матчи и голы Бертини за сборную Италии | Матчи и голы Бертини за сборную Италии | Матчи и голы Бертини за сборную Италии | Матчи и голы Бертини за сборную Италии | Матчи и голы Бертини за сборную Италии |
| №                                      | Дата                                   | Оппонент                               | Счёт                                   | Голы                                   |
| -------------------------------------- | -------------------------------------- | -------------------------------------- | -------------------------------------- | -------------------------------------- |
| 1                                      | 29 июня 1966                           | Мексика                                | 5:0                                    | —                                      |
| 2                                      | 25 июня 1967                           | Румыния                                | 1:0                                    | 1                                      |
| 3                                      | 6 апреля 1968                          | Болгария                               | 2:3                                    | —                                      |
| 4                                      | 1 января 1969                          | Мексика                                | 3:2                                    | —                                      |
| 5                                      | 5 января 1969                          | Мексика                                | 1:1                                    | 1                                      |
| 6                                      | 29 марта 1969                          | ГДР                                    | 2:2                                    | —                                      |
| 7                                      | 24 мая 1969                            | Болгария                               | 0:0                                    | —                                      |
| 8                                      | 4 ноября 1969                          | Уэльс                                  | 4:1                                    | —                                      |
| 9                                      | 10 мая 1970                            | Португалия                             | 2:1                                    | —                                      |
| 10                                     | 3 июня 1970                            | Швеция                                 | 1:0                                    | —                                      |
| 11                                     | 6 июня 1970                            | Уругвай                                | 0:0                                    | —                                      |
| 12                                     | 11 июня 1970                           | Израиль                                | 0:0                                    | —                                      |
| 13                                     | 14 июня 1970                           | Мексика                                | 4:1                                    | —                                      |
| 14                                     | 17 июня 1970                           | ФРГ                                    | 4:3                                    | —                                      |
| 15                                     | 21 июня 1970                           | Бразилия                               | 1:4                                    | —                                      |
| 16                                     | 31 октября 1970                        | Австрия                                | 2:1                                    | —                                      |
| 17                                     | 8 декабря 1970                         | Ирландия                               | 3:0                                    | —                                      |
| 18                                     | 20 февраля 1971                        | Испания                                | 1:2                                    | —                                      |
| 19                                     | 10 мая 1971                            | Ирландия                               | 2:1                                    | —                                      |
| 20                                     | 9 июня 1971                            | Швеция                                 | 0:0                                    | —                                      |
| 21                                     | 25 сентября 1971                       | Мексика                                | 2:0                                    | —                                      |
| 22                                     | 9 октября 1971                         | Швеция                                 | 3:0                                    | —                                      |
| 23                                     | 20 ноября 1971                         | Австрия                                | 2:2                                    | —                                      |
| 24                                     | 4 марта 1972                           | Греция                                 | 1:2                                    | —                                      |
| 25                                     | 13 мая 1972                            | Бельгия                                | 1:2                                    | —                                      |

Итого: 25 матчей (13 побед, 7 ничьих, 5 поражений) / 2 гола.

## Достижения
«Фиорентина»
- Обладатель Кубка Италии: 1965/1966

 «Интернационале»
- Чемпион Италии: 1970/1971

 Сборная Италии
- Серебряный призёр чемпионата мира по футболу: 1970